# Буттенвизен
Буттенвизен (нем. Buttenwiesen) — община в Германии, в земле Бавария. 
Подчиняется административному округу Швабия. Входит в состав района Диллинген-ан-дер-Донау.  Население составляет 5712 человек (на 31 декабря 2010 года). Занимает площадь 59,49 км².